# Lista de gols de Paolo Guerrero pela Seleção Peruana de Futebol
José Paolo Guerrero Gonzales é um jogador de futebol peruano, que atua pela Seleção Peruana em partidas internacionais desde o ano de 2004. Sua estreia na seleção principal é datada de 9 de outubro de 2004, quando enfrentou a Bolívia pelas Eliminatórias da Copa do Mundo de 2006 no Hernando Siles. A primeira vez em que Paolo Guerrero fez um gol foi na partida contra o Chile válida pela Eliminatória da Copa do Mundo de 2006. Durante toda a sua carreira, foi o autor de dois hat-tricks pela Seleção Peruana, todos eles em Copa América, sendo estes contra a Venezuela em 2011 e diante da Bolívia em 2015.
A grande maioria dos gols do atleta pela Seleção Peruana foram marcados em Copa América (11), seguidas por partidas amistosas, com nove; e jogos nas Eliminatórias da Copa do Mundo FIFA, com oito. Totalizando 32 gols em 81 partidas oficiais pela Seleção Peruana, Paolo Guerrero se torna o maior artilheiro de todos os tempos pelo país.

## Gols
| Gols pela Seleção Peruana | Gols pela Seleção Peruana | Gols pela Seleção Peruana   | Gols pela Seleção Peruana | Gols pela Seleção Peruana | Gols pela Seleção Peruana | Gols pela Seleção Peruana      |
| #                         | Data                      | Local                       | Adversário                | Placar                    | Resultado                 | Competição                     |
| ------------------------- | ------------------------- | --------------------------- | ------------------------- | ------------------------- | ------------------------- | ------------------------------ |
| 1.                        | 17 de novembro de 2004    | Lima, Peru                  | Chile                     | 2–1                       | Vitória                   | Elim. Copa do Mundo de 2006    |
| 2.                        | 30 de março de 2005       | Lima, Peru                  | Equador                   | 2–2                       | Empate                    | Elim. Copa do Mundo de 2006    |
| 3.                        | 17 de agosto de 2005      | Tacna, Peru                 | Chile                     | 3–1                       | Vitória                   | Amistoso                       |
| 4.                        | 6 de setembro de 2006     | Nova Jérsei, Estados Unidos | Equador                   | 1–1                       | Empate                    | Amistoso                       |
| 5.                        | 7 de outubro de 2006      | Viña del Mar, Chile         | Chile                     | 2–3                       | Derrota                   | Amistoso                       |
| 6.                        | 26 de junho de 2007       | Mérida, Venezuela           | Uruguai                   | 3–0                       | Vitória                   | Copa América de 2007           |
| 7.                        | 8 de setembro de 2007     | Lima, Peru                  | Colômbia                  | 2–2                       | Empate                    | Amistoso                       |
| 8.                        | 8 de setembro de 2007     | Lima, Peru                  | Colômbia                  | 2–2                       | Empate                    | Amistoso                       |
| 9.                        | 12 de setembro de 2007    | Lima, Peru                  | Bolívia                   | 2–0                       | Vitória                   | Amistoso                       |
| -                         | 28 de junho de 2011       | Lima, Peru                  | Senegal                   | 1–0                       | Vitória*                  | Amistoso                       |
| 10.                       | 4 de julho de 2011        | San Juan, Argentina         | Uruguai                   | 1–1                       | Empate                    | Copa América de 2011           |
| 11.                       | 8 de julho de 2011        | La Plata, Argentina         | México                    | 1–0                       | Vitória                   | Copa América de 2011           |
| 12.                       | 23 de julho de 2011       | La Plata, Argentina         | Venezuela                 | 4–1                       | Vitória                   | Copa América de 2011           |
| 13.                       | 23 de julho de 2011       | La Plata, Argentina         | Venezuela                 | 4–1                       | Vitória                   | Copa América de 2011           |
| 14.                       | 23 de julho de 2011       | La Plata, Argentina         | Venezuela                 | 4–1                       | Vitória                   | Copa América de 2011           |
| 15.                       | 7 de outubro de 2011      | Lima, Peru                  | Paraguai                  | 2–0                       | Vitória                   | Elim. Copa do Mundo de 2014    |
| 16.                       | 7 de outubro de 2011      | Lima, Peru                  | Paraguai                  | 2–0                       | Vitória                   | Elim. Copa do Mundo de 2014    |
| 17.                       | 23 de maio de 2012        | Lima, Peru                  | Nigéria                   | 1–0                       | Vitória                   | Amistoso                       |
| 18.                       | 10 de junho de 2012       | Montevideo, Uruguay         | Uruguai                   | 4–2                       | Derrota                   | Elim. Copa do Mundo de 2014    |
| 19.                       | 9 de setembro de 2014     | Doha, Catar                 | Catar                     | 2–0                       | Vitória                   | Amistoso                       |
| 20.                       | 15 de setembro de 2014    | Luque, Paraguai             | Paraguai                  | 1–2                       | Derrota                   | Amistoso                       |
| 21.                       | 25 de junho de 2015       | Temuco, Chile               | Bolívia                   | 3–1                       | Vitória                   | Copa América de 2015           |
| 22.                       | 25 de junho de 2015       | Temuco, Chile               | Bolívia                   | 3–1                       | Vitória                   | Copa América de 2015           |
| 23.                       | 25 de junho de 2015       | Temuco, Chile               | Bolívia                   | 3–1                       | Vitória                   | Copa América de 2015           |
| 24.                       | 3 de julho de 2015        | Concepción, Chile           | Paraguai                  | 2–0                       | Vitória                   | Copa América de 2015           |
| 25.                       | 13 de outubro de 2015     | Lima, Peru                  | Chile                     | 3–4                       | Derrota                   | Elim. da Copa do Mundo de 2018 |
| 26.                       | 24 de março de 2016       | Lima, Peru                  | Venezuela                 | 2–2                       | Empate                    | Elim. da Copa do Mundo de 2018 |
| 27.                       | 4 de junho de 2016        | Seattle, Estados Unidos     | Haiti                     | 0–1                       | Vitória                   | Copa América Centenário        |
| 28.                       | 6 de outubro de 2016      | Lima, Peru                  | Argentina                 | 2–2                       | Empate                    | Elim. da Copa do Mundo de 2018 |
| 29.                       | 23 de março de 2017       | Maturín, Venezuela          | Venezuela                 | 2–2                       | Empate                    | Elim. da Copa do Mundo de 2018 |
| 30.                       | 28 de março de 2017       | Lima, Peru                  | Uruguai                   | 2–1                       | Vitória                   | Elim. da Copa do Mundo de 2018 |
| 31.                       | 8 de junho de 2017        | Maturín, Peru               | Paraguai                  | 1–0                       | Vitória                   | Amistoso                       |
| 32.                       | 13 de junho de 2017       | San Agustín, Peru           | Jamaica                   | 3–1                       | Vitória                   | Amistoso                       |
| 33.                       | 10 de outubro de 2017     | Lima, Peru                  | Colômbia                  | 1–1                       | Empate                    | Elim. da Copa do Mundo de 2018 |
| 34.                       | 3 de junho de 2018        | St. Gallen, Suíça           | Arábia Saudita            | 3–0                       | Vitória                   | Amistoso                       |
| 35.                       | 3 de junho de 2018        | St. Gallen, Suíça           | Arábia Saudita            | 3–0                       | Vitória                   | Amistoso                       |
| 36.                       | 26 de junho de 2018       | Sóchi, Rússia               | Austrália                 | 2–0                       | Vitória                   | Copa do Mundo de 2018          |
| 37.                       | 18 de junho de 2019       | Rio de Janeiro, Brasil      | Bolívia                   | 3–1                       | Vitória                   | Copa América de 2019           |
| 38.                       | 3 de julho de 2019        | Porto Alegre, Brasil        | Chile                     | 3–0                       | Vitória                   | Copa América de 2019           |
| 39.                       | 7 de julho de 2019        | Rio de Janeiro, Brasil      | Brasil                    | 1–3                       | Derrota                   | Copa América de 2019           |

* O jogo de 28 de junho de 2011 não foi considerado pela FIFA como partida oficial.

## Estatísticas

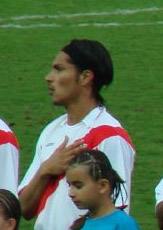
Paolo Guerrero na Copa América 2007.

| Ano   | Jogos | Gols |
| ----- | ----- | ---- |
| 2004  | 3     | 1    |
| 2005  | 6     | 2    |
| 2006  | 3     | 2    |
| 2007  | 9     | 4    |
| 2008  | 4     | 0    |
| 2009  | 3     | 0    |
| 2010  | 0     | 0    |
| 2011  | 9     | 7    |
| 2012  | 8     | 2    |
| 2013  | 6     | 0    |
| 2014  | 5     | 2    |
| 2015  | 11    | 5    |
| 2016  | 12    | 3    |
| 2017  | 7     | 5    |
| 2018  | 5     | 3    |
| 2019  | 11    | 3    |
| Total | 102   | 39   |

| Competição                       | Gols |
| -------------------------------- | ---- |
| Amistosos                        | 13   |
| Eliminatórias Sulamericanas 2006 | 2    |
| Copa América 2007                | 1    |
| Eliminatórias Sulamericanas 2010 | 0    |
| Copa América 2011                | 5    |
| Eliminatórias Sulamericanas 2014 | 3    |
| Copa América 2015                | 4    |
| Copa América 2016                | 1    |
| Eliminatórias Sulamericanas 2018 | 6    |
| Copa do Mundo de 2018            | 1    |
| Copa América 2019                | 3    |
| Total                            | 39   |